# Тольди, Эдён
Эдён (Эдмунд) Карл Гастон Тольди (венг. Ödön (Edmund) Karl Gaston Toldi; 17 июня 1893, Чарны-Дунаец — 26 января 1966, Уитчёрч, Кардифф) — венгерский пловец. Участник летних Олимпийских игр 1908 и 1912 годов. Рекордсмен мира в 1910—1921 годах.

## Биография
Эдён Тольди родился 23 июня 1893 года в австро-венгерском городе Чарны-Дунаец (сейчас село в Новотаргском повяте Малопольского воеводства Польши).
С 1904 года выступал в соревнованиях по плаванию за будапештский «Ференцварош». В 1908—1914 годах представлял МТК и МАФК, а также клубы Австрии, Германии и Англии. В 1909—1911 годах трижды становился чемпионом Венгрии на дистанции 200 ярдов брассом. Трижды устанавливал рекорды Венгрии на дистанции 100 метров брассом. 12 июня 1910 года установил мировой рекорд на этой дистанции (1 минута 21,8 секунды), который продержался до 2 октября. В 1911 году стал мировым рекордсменом на дистанции 200 ярдов (2.39,6), его достижение побили только через 10 лет.
В 1908 году вошёл в состав сборной Венгрии на летних Олимпийских играх в Лондоне. На дистанции 200 метров брассом выиграл четвертьфинал (3.14,4), занял 2-е место в полуфинале (3.16,4) и 4-е в финале (3.15,2), уступив 6 секунд завоевавшему золото с мировым рекордом Фреду Холману из Великобритании.
В 1912 году вошёл в состав сборной Венгрии на летних Олимпийских играх в Стокгольме. Был заявлен на дистанциях 200 и 400 метров брассом, но не вышел на старт.
Участвовал в Первой мировой войне на стороне Австро-Венгрии, был прапорщиком. Награждён Золотой медалью «За отвагу».
В 1921—1923 годах жил в Вене, откуда перебрался в Прагу, а затем в Венгрию. Был директором фабрики в Мошонмадьяроваре.
После Второй мировой войны эмигрировал в Великобританию.
Умер 26 января 1966 года в пригороде Кардиффа Уитчёрч.